# Bonde söker fru 2010
Bonde söker fru 2010 var den femte säsongen av TV4:s dejtingsåpa Bonde söker fru.
Under våren 2010 tog TV4 emot amälningarna till bönderna. Programmet spelades in under sommaren 2010. Den 3 maj sände TV4 ett sk. porträttprogram där TV-tittarna för första gången fick möta de nya bönderna. Programmet hade premiär 6 oktober 2010.

## Medverkande
De medverkande bönderna var följande:
- Ann-Katrin Andersson, 39 år från Stehag.
- Daniel Carlsson, 24 år från Vedevåg.
- Johan Ivarsson, 24 år från Billinge.
- Ivar Pettersson, 25 år från Skara.
- Jonas Augustsson, 36 år från Örebro.
- Magnus Gustaphsson, 42 år från Mattmar.
- Tomas Samuelsson, 35 år från Nykil.
- Jonas Andersson, 42 år från Öland.

## Följdes i TV
- Ann-Katrin Andersson
- Johan Ivarsson
- Tomas Samuelsson
- Jonas Andersson